# Lorenzo Bini Smaghi

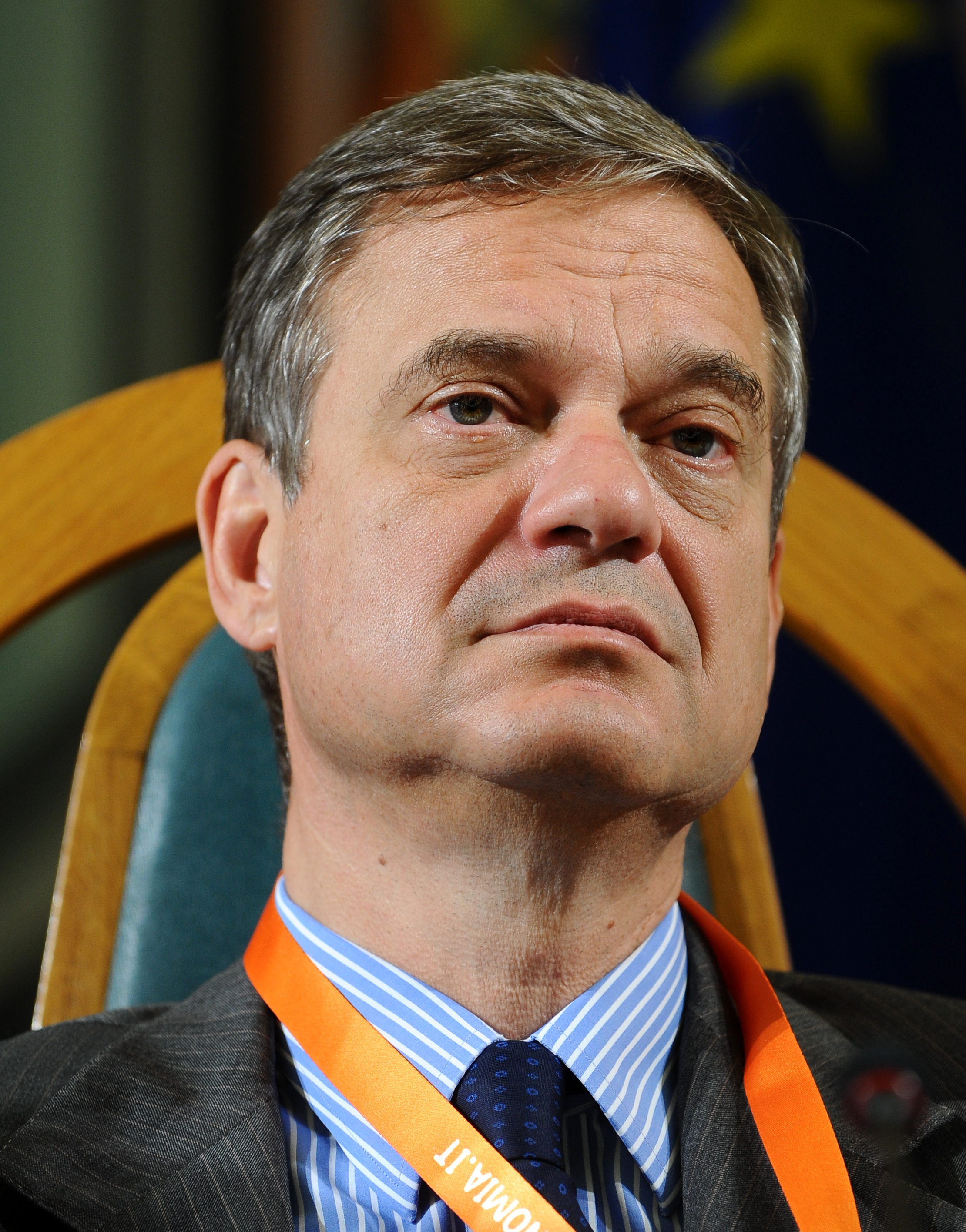
Lorenzo Bini Smaghi

Lorenzo Bini Smaghi (Florence, 29 november 1956) is een Italiaans econoom. Sinds juni 2005 is hij lid van de raad van bestuur van de Europese Centrale Bank (ECB).
Lorenzo Bini Smaghi is een afstammeling van een aantal oude Toscaanse adellijke huizen en van de heilig verklaarde Robertus Bellarminus, die een centrale rol speelde in de contrareformatie. Hij groeide op in Brussel (België), waar hij in 1974 zijn middelbareschooldiploma haalde aan het Lycee Francais de Bruxelles. In 1978 studeerde hij af aan de Université catholique de Louvain. In 1980 behaalde hij een master in de economie aan de University of Southern California en in 1988 een doctoraat aan de Universiteit van Chicago. In België en de Verenigde Staten leerde hij uitstekend Frans en Engels.
In november 2011 werd bekend dat hij per 1 januari 2012 zijn functie bij de ECB zal neerleggen. Hij wordt opgevolgd door de Fransman  Benoît Cœuré.
- Bibsys: 90814871
- Bibliothèque nationale de France: cb16968483b (data)
- CiNii: DA08972800
- Gemeinsame Normdatei: 115042350
- International Standard Name Identifier: 0000 0003 7077 5664
- Library of Congress Control Number: n92042950
- Nationale bibliotheek van Australië: 42201156
- Nationale Bibliotheek van Israël: 987007349007505171
- Nederlandse Thesaurus van Auteursnamen: 134398858
- Istituto Centrale per il Catalogo Unico: CFIV066416
- LIBRIS: 40947
- Système universitaire de documentation: 085582964
- Trove: 1457103
- Virtual International Authority File: 268787488
- WorldCat: E39PBJgd83Yf3FVqkQcHqgjpyd

1. ↑  https://www.legifrance.gouv.fr/jorf/id/JORFTEXT000049907923; Journal Officiel de la République Française; geraadpleegd op: 9 juli 2024; NOR-identificatiecode: PRER2412666D.